# ナイトメアー・ビフォア・クリスマス
『ナイトメアー・ビフォア・クリスマス』（原題：The Nightmare Before Christmas）は、1993年公開のミュージカルアニメーション映画。原案・原作はティム・バートンによるもので、興行的に成功を収めた。
同タイトルの絵本や漫画も日本で出版されている。この題名は、アメリカでよく知られている詩『クリスマスのまえのばん』（"The Night Before Christmas"［クリスマスの前の晩］）に倣ったもので、「クリスマス前の悪夢」の意。

## 作品解説
ハリーハウゼンの流れを汲む従来の伝統的ストップモーション・アニメーション技法に加え、最新のデジタル映像技法を取り入れ製作されている。ファンタジーとホラーの世界がよくマッチングした異色の作風は、ティム・バートンらしい個性のあるキャラクターと共に、この映画の大きな魅力となっており、公開から時間が経ってからも根強いファンを獲得している。ジャック、サリーを始めとしたキャラクターの独特な生き生きした動きは、ヘンリー・セリック監督の次作『ジャイアント・ピーチ』や2005年公開『ティム・バートンのコープスブライド』へと繋がる職人技に裏打ちされたアニメーション映画の真骨頂と言える見所であり、さながら人形とは思えないリアルな存在感が観客をナイトメアー（悪夢）の不思議な世界へと引き入れている。また、映画のセットにペン画の雰囲気を持たせるために、セットの表面に線を刻み込むという工夫が施されている。その際に、アートディレクターはロナルド・サールやエドワード・ゴーリーの絵を手本にしたと語っている。
『ナイトメアー・ビフォア・クリスマス』の原型はバートンがウォルト・ディズニー・プロダクションでアニメーターとして働いていた1982年に書いた詩から生まれた。バートンはこの詩を書いた理由について、ドクター・スースの絵本『いじわるグリンチのクリスマス（原題：How the Grinch Stole Christmas!）』を正反対にしたストーリーを思いついたことがきっかけだったと語っている。同年の『ヴィンセント』の絶賛を受け、バートンは同作を短編映画か30分のテレビスペシャルにすることを検討し始めたが、結局は頓挫した。。何年もの間、バートンの思いはこのプロジェクトに何度も思いを馳せていたが、1990年、彼はウォルト・ディズニー・スタジオと製作契約を結んだ。1991年7月、サンフランシスコで製作が開始された。ストップモーション・アニメーションの作成は非常に手間のかかる作業であり、ティム・バートンはこの間『バットマン リターンズ』の撮影中であったため、ヘンリー・セリックが監督を務めた。ディズニーは当初、この映画は「子供には暗くて怖すぎる」と考え、ディズニーの大人向けのスタジオであるタッチストーン・ピクチャーズの名義で公開した。
『ナイトメアー・ビフォア・クリスマス』は1993年10月9日にニューヨーク映画祭でプレミア上映され、10月13日に一部の地域で公開された後、10月29日に劇場公開された。公開と同時に批評家からも高い評価を受け、そのアニメーション、特にストップモーションという芸術形態の革新性、キャラクター、歌、音楽が高く評価された。興行的には、当初はそこそこのヒットだったが、多くのカルト的なファンを獲得したこともあり、史上最高のアニメーション映画のひとつとして広く評価されることとなった。アニメーション映画としては初めてアカデミー視覚効果賞にノミネートされたが、『ジュラシック・パーク』に敗れた。
この映画は、ウォルト・ディズニー・ピクチャーズの名義で、2006年から毎年のハロウィンシーズン限定でディズニーデジタル3-Dで再公開されている。
千葉県浦安市にある東京ディズニーランドのアトラクションの一つである「ホーンテッドマンション」では、毎年ハロウィンから年明けまで期間限定でこの映画を元にした『ホーンテッドマンション ホリデーナイトメアー』という別バージョンになり、ジャック・スケリントンやサリーなどの出演キャラクターが登場する。
また、隣接するイクスピアリ内のシネマイクスピアリでは、ハロウィンシーズンの期間限定でディズニーデジタル3-D形式で毎年上映されている。
2014年にアメリカの大手映画批評サイトRotten Tomatoesが発表した「2014年版クリスマス映画ベスト25」では、第7位にランクインした。

## あらすじ
死者の町「ハロウィン・タウン」の住人達は怖い事や、人を驚かせる事が大好き。その日は丁度「ハロウィン」当日、住人達は大盛り上がり。だが、「ハロウィン・タウン」の王様であるパンプキン・キング ジャック・スケリントンは、毎年毎年同じことの繰り返しでしかない単調な「ハロウィン」に虚しさを感じていた。
そんな時、ジャックは森の奥で不思議な扉の付いた木を見つける。その一つを開いてみると、恐怖と悪夢に満ちた「ハロウィン・タウン」とは全く違う、陽気で明るい「クリスマス・タウン」の別世界が広がっていた。初めて見る美しい雪景色の中、色鮮やかな電飾で飾られた街全体が祝う「クリスマス」に心を奪われたジャックは、自分達の力で「クリスマス」を作り出そうと計画を立てる。
そんな中、ジャックに密かに想いを寄せる人形 サリーは、何か悪いことが起きるのではないかという予感にとらわれていた。サリーの心配を他所に、「クリスマス」の準備は着々と進んでいく。だが、ジャックも住人達も本当の「クリスマス」が何なのか理解出来ずに暴走していき、事態はどんどんおかしな方向へと転がって行く。
邪悪な嫌われ者 ブギーの手下である3匹の小鬼にサンタクロースをさらうよう命じたジャックは、さらわれてきたサンタクロースを閉じ込めて成り代わり、サリーの制止をよそに意気揚々とプレゼント配りに出発する。しかし、3匹の小鬼たちは、固く口留めされていたにもかかわらず、ジャックが立てたクリスマス計画とサンタクロースの存在をブギーにしゃべってしまう。
そうとも知らないジャックは、サリーが作ったサンタクロースの衣装を着て満足した様子だったが何かが足りないと悩んでいると、3匹の小鬼たちがようやく捕まえたサンタクロースを連れてきた。大喜びしたジャックは、足りなかったのは帽子だと今気付き、サンタクロースの帽子を奪い取ってしまう。その後、3匹の小鬼たちはサンタクロースをブギーの元へ連れて行き、閉じ込めてしまう。その頃のハロウィンタウンでは、住人達はジャックを見送るスタンバイをしていたが、サリーがこっそり仕掛けた霧のジュースによって霧に包まれて見えなくなった。せっかくのクリスマスがおしゃかになってしまったことで落ち込んでしまうジャック達だったが、ゼロの鼻先の光のおかげで出発してしまう。止めることができなかったサリーは、予感が当たらないことを祈りつつ、見送った後に別れを告げる。
ジャックは次々とプレゼントを配っていたが、プレゼントの中身がハロウィンらしい恐ろしいアイテムばかりだったため、世界中が大騒動に陥る。みんなが喜んでくれているのだと舞い上がるジャックだったが、世間はニセサンタクロースとしか認識しておらず、ついには軍が出動し大砲の砲撃によってジャックは撃ち落されてしまう。落下した先の墓場で自分の犯した過ちに気付き悔恨に駆られたジャックは、気を取り直し、サンタクロースを解放して事態を収拾してもらうため、ハロウィンタウンへ引き返す。
サンタクロースを助けようとしたサリーはブギーに見つかり捕まってしまい、マグマ煮えたぎる大鍋の上で今にも放り込まれそうになっていた。ジャックを疎ましく思っていたブギーは、彼を始末して自分がキングに成り代わろうと企んでいたのだ。サンタクロースとサリーを間一髪救い出したジャックはブギーとの戦いに挑む。そしてブギーの所業に怒り、ブギーが逃げ出そうとする瞬間、彼の体を構成するずだ袋のほつれた糸を拷問器具に引っ掛けた。その瞬間、ずだ袋が機械に巻き上げられ、ブギーの本体を構成している無数の虫たちが露出してボトボトとマグマの中に落ちていく。苦しみもだえるブギー。地を這って逃げようとする最後の一匹がサンタクロースに踏みつぶされ、ブギーは消滅した。
サンタクロースはジャックの「せっかくのクリスマスを台無しにしてしまった」という謝罪の言葉に対し、「他のホリデーを乗っ取る前にサリーに相談しろ」と責めはせずとも怒った様子でその場を立ち去り、世界中を駆け回って瞬く間に事態を収拾する。こうして平和なクリスマスは取り戻された。その様子を見守っていたジャックとサリーは、ふと空から白い粉のようなものが舞い落ちてくるのに気づいた。それはハロウィンタウンには決して降ることのない雪だった。ふと空を見上げるとそりに乗ったサンタクロースの影が見え、穏やかな声でハロウィンを祝福する言葉を駆けながら去っていく。自分の所業を許し、ハロウィンタウンにも平等にクリスマスプレゼントを贈ってくれたサンタクロースの心遣いに、ジャックはクリスマスを祝福する言葉を返し手を振って応えた。
全てが終わったのち、自分に寄り添ってくれたサリーの想いに気付いたジャックはハロウィンタウンの丘で独り佇んでいた彼女の傍に寄り添い、口づけを交わし合うのだった。その様子を見届けたゼロは空へ舞い上がり星になるのだった。

## 登場キャラクター

### 主要人物
ジャック・スケリントン（Jack Skellington）
本作の主人公。丸顔の骸骨のような男性。怖がらせることに天賦の才を持ち、ハロウィンタウンの住民たちには「パンプキン・キング（かぼちゃ畑の王）」と呼ばれている。冒頭の登場シーンから分かるように、その正体はかかしである。
陽気で紳士的な性格だが、毎年のハロウィンの催しに面白さを感じることが出来なくなり、クリスマスタウンに迷い込んで目撃したクリスマスの煌びやかさに魅了され、サリーやハロウィンタウンの人々を巻き込んで、盛大なクリスマスを行おうと奔走する。しかし、本人でさえクリスマスのなんたるかを理解しておらず、サンタクロースに成りすまして「人を驚かすための玩具」を人間たちにばら撒いたため、ついに軍隊の大砲によって撃ち落とされてしまう。
自分の失敗を認めて反省した後に立ち直り、事態収拾のためにブギーと対決し、サンタクロースを救出して謝罪した。そして、サリーと結ばれる。
ヘンリー・セリック監督はインタビューにて、「ジャックの姿の着想源は長い脚で華麗に動く蜘蛛である」と語っている。
ゼロ（Zero）
ジャックのペット。宙を自由に飛び回る幽霊犬。普段はお墓に入っており、ジャックが足を叩くと出てくる。色は白で足は無く、布のようにひらひらとしている。瞳は真っ黒。かぼちゃのちょうちんの鼻が明かりの役割をはたす。最後はキスをするジャックとサリーを見届け、夜空の星となった。
サリー（Sally）
本作のヒロイン。死体から作られ、偶然心を持って生まれた継ぎ接ぎだらけの人形。
見た目は顔が青白く、口裂け女のような顔をしているが、心優しい性格でハロウィンタウンで唯一の良識人で、サンタクロース曰く「まともなのは彼女だけ」。クリスマス計画に熱を上げ過ぎて暴走するジャックの姿に不安を覚え、街中がジャックのクリスマス計画で浮かれる中、ただひとりハロウィンタウンの在り方から外れたその計画の行く末を懸念している。
自分を束縛する生みの親のフィンケルスタイン博士の目を盗むため、度々「イヌホオズキ」の毒をスープに盛ったりするしたたかさも持ち合わせている。
利き手の右腕以外なら自力で縫い合わせることで修復可能なため、塔の上から飛び降りるなど体がバラバラになるような無茶をすることもある。そのため、網かごの手提げかばんには裁縫道具が入っており、ハサミを使えないため糸は口で切っている。
漫画版は主に彼女の視点で描かれている。
「サンディ・クローズ」（Sandy Claws）/ サンタクロース（Santa Claus）
『クリスマス・タウン』に住む伝説の人物。クリスマス前の晩に、夢とプレゼントを世界中のいい子にしている子供達にだけ届ける全世界の人気者であり、悪い子には「プレゼントはやらない」と怒ることもある。
サンタクロースが正しい名前なのだが、ジャックに「鋭い爪を持つ男」という意味の「サンディ・クローズ」と名前を勘違いされている。
ジャックの命令でハロウィンタウンに拉致され、ジャックの計画を知ったウギー・ブギーによって殺されかける。酷い目にあわされたにもかかわらず、自分の行いを反省したジャックに助けられ、彼を「ホリデーを支配する前にサリーに相談しろ」と許し、彼の行いで巻き起こされた混乱を瞬く間に収拾した。その後はハロウィンタウンに雪を降らせ、暖かな声でハロウィンの祝福の言葉をかけた。
ウギー・ブギー（Oogie Boogie）
本作のディズニー・ヴィランズ。目と口の部分に穴が開いている巨漢の袋のお化け。
袋の中身は　ゲジやゴキブリなどの虫。
悪ガキ3人組
ブギーの子分であり、サンディ・クローズの誘拐を行った仲良し（悪ガキ）3人組。ジャック曰く「ハロウィンの子役スター」。
イタズラ好きで町長はこの3人を苦手としている。表面上はジャックの言うことに従っていたが、口止めされていたにもかかわらず、あっさり約束を破ってブギーにクリスマス計画のことを教えてしまう。ブギーが倒されたその後はジャックとサリーを助けた。
また、彼らは悪魔、魔女、食屍鬼の仮装をした小鬼である。
英語版では一人称は3人とも「オイラ」。
ロック（Lock）
悪ガキ3人組のリーダー格。だが若干ショックに主導権を取られ気味。後先を考えない性格。尻尾のようなものが付いているが、飾りなのか本物なのかは定かではない（動いているようなシーンもあった）。日本版での一人称は「ぼく」。悪魔の仮装をしている。
ショック（Shock）
悪ガキ3人組の紅一点。気の強さは随一かつ悪知恵が働く。ロックがリーダー格らしいが、肝心のロックが後先を考えずに動いてしまうため、結果的に3人をまとめているのは彼女。せっかちな二人を牽制しているシーンもある。日本版での一人称は「あたし」。魔女の仮装をしている。
バレル（Barrel）
悪ガキ3人組の一人。これといって得意なことがなく、ロックに実験台にされるなど、損な役回りが多い。常にキャンディを舐めている。日本版での一人称は「オレ」。食屍鬼の仮装をしている。

### ハロウィンタウンの住人
メイヤー（Mayor、町長）
温厚でお人好しなハロウィンタウンの町長。細長いシルクハットが特徴。楽観的と悲観的の両方の顔を持ち、気分で入れ替わる。町の役人は彼しかいないため、ジャック無しでは何も決められない。胸に着けているクモの蝶ネクタイは動くことができ、町長が目を放すたびにどこかへ行く。ただし、町長が叩くとおとなしくなる。
フィンケルスタイン博士（Dr. Finklestein）
ハロウィン・タウンに住む偏屈で足が不自由なマッドサイエンティストで頭蓋を開閉することができ、たまに自分の脳みそをいじっている。
自分が造ったサリーのことを家政婦のように考えており、いつも自分の世話をするよう強制することから、あまりサリーとの折り合いは良くない。その為、自由を夢見るサリーに一服盛られかけることもあり、彼女を閉じ込めるなどして喧嘩が絶えない。ただし、空を飛ぶトナカイをシンプルと呼ぶなど、ミステリアスな性格も見せる。ラストでは、博士そっくりの人形を作り、その人形が車椅子を押していた。
また、ボツシーンでは、彼がウギー・ブギーの中身だったという説もあるが、本当かどうかは不明。
イゴール（Igor）
フィンケルスタイン博士の元で雑用係をやっている片目しか開いていないモンスター。骨ビスケットが大好きで、命令された仕事をこなすと博士からご褒美として骨ビスケットを貰っていた。
ヴァンパイアブラザーズ（Vampire Brothers）
体格がそれぞれ違う4人のヴァンパイアで、昼間はコウモリ傘を差している。そのうち一番背が高いヴァンパイアが、サイクロプスの目玉の奥と湖のほとりでジャックを探していた。クリスマスプレゼントを制作するシーンでは、キラーダックを作っていた。
ビヒーマス（Behemoth）
いつも畑でかぼちゃの世話をしているハロウィンタウンの町民。頭に斧が刺さっている。ジャックにくるみ割り人形を作るように頼まれた。
また、未公開シーンでは、彼が美声を披露して歌うシーンがある。
スパイダーヘアーモンスター（Spider-Hair Monster (/ Creature Under the Stairs)）
ハロウィンタウンの町民。指がヘビで髪の毛がクモになっている。
ウェアウルフ（Werewolf）
ハロウィンタウンの町民である狼男。今にもはち切れそうなシャツを着ている。
ハーレクイン・デーモン（Harlequin Demon）
ハロウィンタウンの町民。頭にオレンジ色の縞模様の入った3本の触手のようなものが生えている。
クリスマスプレゼントを制作するシーンでネズミの帽子を作り、ジャックに駄目出しをされていた。
メルティングガイ（Melting Guy）
ハロウィンタウンの町民。全身がドロドロに溶けている。クリスマスプレゼントを製作するシーンでは、亀のおもちゃを作っていたが、ジャックに駄目出しをされていた。
ウィッチズ（Witches）
ハロウィンタウンの二人組の魔女で、背が高い魔女と背が低い魔女。クラウンと共に墓場でジャックを探していたが、「棺おけは残らず開けた」とのことである。二人とも噴水の近くで寝ている。
ミスターハイド（Mr. Hyde）
シルクハットを被ったハロウィンタウンの町民。カボチャ畑でジャックを探していた。シルクハットの中には小さいハイドが、更にその小さいハイドの被ったシルクハットの中にもう一人小さなハイドがいる。クリスマスプレゼントを制作するシーンで、マトリョーシカのような物を作っていた（中身はサソリの死骸）。
アンダーシーガール（Undersea Gal）
ハロウィンタウンの町民で、抹茶色をした半魚人。寝る時はアイマスクを着用して水の中で寝る。
ザ・デヴィル（(the) Devil）
ハロウィンタウンの町民。黒いマントのような服を着た赤色の悪魔。集会で「ああ、罠ならすばらしいわな～」とベタなダジャレを言っていた。
サイクロプス（Cyclopes）
ハロウィンタウンの町民。一つ目で耳が長いモンスター。
クラウン（Clown (with the Tear-Away Face)）
ピエロのようなハロウィンタウンの町民。一輪車に乗っており、顔を取り外すことができる。墓場でウィッチズと共にジャックを探していた。
コープスメン（Corpse Man(/Dad / Ned)）
コープスチャイルドの父親。クリスマスプレゼントを制作するシーンでは、鎖でバンパイアテディを作ったり、大蛇に喰われるシーンがあった。
コープスマム（Corpse Mom (/ Bertha)）
コープスチャイルドの母親。コープスチャイルドに首輪を付けて歩いているシーンがある。
コープスチャイルド（Corpse Child (/ Kid / Ethan)）
ハロウィンタウンの子供。悪ガキ3人組とは違って良い子。骨ビスケットが大好き。
マミーボーイ（Mummy Boy）
ハロウィンタウンの子供。全身が包帯で覆われている一つ目のミイラ。コープスチャイルドと一緒にいることが多い。
バットキッド（Bat Kid）
ハロウィンタウンの子供。自分の体以上あるコウモリの羽を持っており、歩く時は羽の先を杖のように使って歩く。
ハンギングツリー（Hanging Tree）
ハロウィンタウンに住む木のお化け。常にハングドマン（骸骨）を連れている。
バンドマン（Band Men (/ Zombie Band / Jimmy, Jim & James)）
町の隅っこなどで音楽を奏でる3人のモンスターでハロウィンタウンの住民の中で一番人間に近い外見を持つ。
空飛ぶトナカイ
フィンケルスタイン博士が作った骸骨のトナカイ。ジャックの乗るソリを引っ張るが、軍隊に撃ち落されてしまう。
バンパイアテディ（Vampire Teddy）
ハロウィンタウンの住民が作った、裂けた口元に鋭い牙と黒いマントが特徴の黒いテディベア。キラーダックと共にある姉弟の家に贈られ、その姉弟を襲うが、サンタクロースに阻止される。
キラーダック（Killer Duck (/ Evil Toy Duck)）
ヴァンパイアブラザーズが作った何にでも噛みつくアヒルの玩具。バンパイアテディと共にある姉弟の家に贈られ、その姉弟を襲うが、サンタクロースに阻止される。
大蛇
ハロウィンタウンの大蛇で、コープスメンを飲み込んだ。その後ジャックにクリスマスプレゼントとして贈られ、クリスマスツリーを丸呑みにした。
ジュエル　(Jewel)
ラストに登場したフィンケルスタイン博士そっくりの人形。博士がサリーの代わり用として自分の脳の半分を入れたことで作った人形。博士の車椅子を押しており、その様子を見ていたジャックに呆然とされた。

### その他のキャラクター
イースターバニー（Easter Bunny）
悪ガキ3人組がサンディ・クローズと間違えて連れてきたピンク色のウサギ。可愛らしい外見だが臆病な性格で、ビヒーマスに脅かされ怖がってしまう。
街の人々
ジャックからクリスマスプレゼントを受け取るが、そのプレゼントが生首などの恐ろしいものであり、ツリーのオーナメントにコウモリを贈られたり、大蛇にツリーを丸呑みにされるなどの被害を受けて町全体が恐怖と混乱に陥り、警察へ電話が殺到、軍隊が出動するほどの事態になってしまう。しかし、その混乱はサンタクロースによって瞬く間に収まった。
なお、子供達の両親や警察などの大人達の顔は直接登場していない。
坊や
ジャックが最初に訪れた家に住む少年。ジャックと直接対面してプレゼントを贈られた。しかしジャックから贈られたのは干した生首であり、それを両親に見せて気絶させてしまう。その後、自分が会ったサンタクロースが偽者だったと知りショックを受けるが、本物のサンタクロースから子犬を贈られた（しかし両親は気絶したままだった）。
姉弟
ミッキーマウスのパジャマを着た少女とドナルドダックのパジャマを着た少年。ジャックから贈られたバンパイアテディとキラーダックに襲われ、両親の部屋に閉じこもるが、サンタクロースから本物のテディベアと船の模型を贈られた。
小太りの少年
眼鏡をかけた肥満体型の少年。ジャックから贈られたカボチャのびっくり箱に襲われるが、サンタクロースからキャンディを贈られた。
老婆
自宅で編み物をしていたが、ジャックが贈った凶暴なクリスマスリースに襲われてしまう。

## 声の出演
| 役名                                | 英語版声優                                                 | 日本語吹替 |
| ----------------------------------- | ---------------------------------------------------------- | ---------- |
| ジャック・スケリントン              | クリス・サランドン                                         | 市村正親   |
| ジャック・スケリントン              | 歌: ダニー・エルフマン                                     | 市村正親   |
| サリー                              | キャサリン・オハラ                                         | 土居裕子   |
| ショック                            | キャサリン・オハラ                                         | 土居裕子   |
| フィンケルスタイン博士              | ウィリアム・ヒッキー                                       | 三ツ矢雄二 |
| 町長                                | グレン・シャディックス                                     | 大平透     |
| ロック                              | ポール・ルーベンス                                         | 園岡新太郎 |
| バレル                              | ダニー・エルフマン                                         | 松澤重雄   |
| ウギー・ブギー                      | ケン・ペイジ                                               | 小林アトム |
| サンディ・クローズ (サンタクロース) | エド・アイヴォリー                                         | 永江智明   |
| ザ・デヴィル                        | グレッグ・プループス                                       | 永江智明   |
| ハーレクイン・デーモン              | グレッグ・プループス                                       | 安西正弘   |
| クラウン                            | ダニー・エルフマン                                         | 梅津秀行   |
| ミスター・ハイド                    | ランディ・クレンショウ                                     | 梅津秀行   |
| ビヒーマス                          | ランディ・クレンショウ                                     | 梁田清之   |
| コープスの親子                      | ケリー・カッツ デビ・ダースト                              |            |
| ウェアウルフ                        | グレン・ウォルターズ                                       | 石原慎一   |
| ヴァンパイア・ブラザーズ            | ケリー・カッツ ランディ・クレンショウ シャーウッド・ボール |            |
| イゴール                            | ジョー・ランフト                                           | 原語版流用 |
| アンダーシーガール                  | カルメン・トゥイリー                                       |            |
| ウィッチズ                          | スーザン・マクブライド デビ・ダースト                      | 松岡洋子   |
| ニュースキャスター                  |                                                            | 松岡洋子   |
| 警官                                |                                                            | 松本保典   |
| サンタボーイ                        | ジョン・モリス                                             |            |

- その他出演（日本語版）：中里みほ、石塚勇、山崎朗、弘中くみ子、澤本華世子、篠崎隼兵
- 日本語吹替はLDのスペシャルコレクション用に制作されたもの。VHS、DVD、UMD、BDでもこの吹替を流用している。

## スタッフ
- 監督：ヘンリー・セリック
- 製作：ティム・バートン、デニーズ・ディ・ノーヴィ、ドン・ハーン（3Dニュープリント版）
- 原案・キャラクター設定：ティム・バートン
- 脚本：キャロライン・トンプソン
- 脚色：マイケル・マクダウェル
- 作曲・作詞：ダニー・エルフマン
- アニメーション監修：エリック・レイトン
- ストーリーボード監修：ジョー・ランフト
- 撮影監督：ピート・コザチク
- 美術監督：ディーン・テイラー
- ヴィジュアル・コンサルタント：リック・ハインリックス
- 編集：スタン・ウェッブ
- 手描きアニメーション：ウォルト・ディズニー・フィーチャー・アニメーション
- 3D変換、特殊効果＆アニメーション：インダストリアル・ライト&マジック

### 日本語版制作スタッフ
- 演出：松岡裕紀
- 翻訳：石原千麻
- 調整：金谷和美
- 技術協力：ビーライン
- 録音制作：ACクリエイト
- 制作監修：岡本企美子
- 制作：DISNEY CHARACTER VOICES INTERNATIONAL, INC.

## 作品に登場する休日
- ハロウィン
- クリスマス
- イースター（復活祭）
- バレンタインデー
- セント・パトリック・デー
- 感謝祭（サンクスギビング・デイ）
- 独立記念日（インディペンデンス・デイ）

## コンピュータゲーム
- 『キングダムハーツ』シリーズ - ゲーム中に多数登場するディズニー作品の一つとして、本作の舞台や登場人物達が登場している。
  - キングダム ハーツ
  - キングダム ハーツ チェイン オブ メモリーズ
  - キングダム ハーツII
  - キングダム ハーツ 358/2 Days
- ツムツム
- マジックキャッスル
- マジックキングダムズ - ハロウィンイベントとしてジャック、サリー、ゼロ、ブギーが登場する。
- 『ティム・バートン ナイトメアー ビフォア クリスマス ブギーの逆襲』（2004年10月21日発売・PlayStation 2用ソフト・カプコン[15]）
本映画から1年後の話。ティム・バートンが監修しており、映画の美術監督であるディーン・テイラーが敵キャラクターなどのデザインに関わっている。なお、『キングダム ハーツII』での舞台の1つ「ハロウィンタウン」のストーリーは初代で倒したはずのブギーが復活をする為、このゲームソフトのストーリーが再現されている。
- 『ティム・バートン ナイトメアー ビフォア クリスマス パンプキンキング』（2005年9月8日発売・ゲームボーイアドバンス用ソフト・ディースリー・パブリッシャー）
ジャックの初めてのハロウィン・キングお披露目前夜の話。
- 『ティム・バートン ナイトメアー ビフォア クリスマス ブギーの逆襲 プレミアムパック』（2005年9月29日発売・PlayStation 2用ソフト・カプコン[16]）
- 『ティム・バートン ナイトメアー ビフォア クリスマス ブギーの逆襲 カプコレ』（2007年3月15日発売・PlayStation 2用ソフト・カプコン[17]）
- フォートナイト - ハロウィンイベント「フォートナイトメア2023」にて、ジャックのスキンがアイテムショップに登場した。